# Kissonerga-Mylouthkia
Als Kissonerga-Mylouthkia wird in der Fachliteratur eine archäologische Fundstätte auf Zypern bezeichnet, die im Westen der Insel, etwa 5 km nördlich von Paphos liegt. Sie umfasst das frühe akeramische Neolithikum der Insel (Präkeramisches Neolithikum 1 A-B, ca. 8300–7000 v. Chr.), dann die früh- bis mittelchalkolithische Periode 2–3 (3500–3400 v. Chr.) sowie vorrangig Oberflächenfunde von der Bronzezeit bis in das Mittelalter, mithin Funde aus der Zeit zwischen 800 v. Chr. und der Zeit um 1600. Sie wurde im Rahmen des Lemba Archaeological Project, Cyprus der Universität Edinburgh ergraben.
Die archäologischen Untersuchungen an der Fundstätte begannen 1976 bis 1981, dann folgte 1989 eine Rettungsgrabung, eine dritte Grabungsphase folgte 1994 bis 1996, schließlich wurde ab 2000 gegraben.
Die ältesten Funde aus dem akeramischen Neolithikum führten zu der Einsicht, dass die bäuerliche Kultur auf Zypern erheblich früher eingesetzt hatte, als bis dahin angenommen worden war. Die Artefakte wurden in 8 bis 9 m tiefen Brunnen gefunden, deren ältester zugleich eines der ältesten Bauwerke dieser Art darstellt. Brunnen 116 erbrachte die Datierung in das Präkeramische Neolithikum I A, Brunnen 133 in I B. Diese beiden Brunnen waren die ergiebigsten Fundstätten, wiewohl weitere Brunnen (2030, 2070, 2100) und Gräben ähnliche Funde erbrachten, die jedoch in den Publikationen nur eine Nebenrolle spielen. Die beiden Hauptbrunnen maßen 90 cm im Durchmesser.
Mary Anne Murray identifizierte die Getreidearten, während es Sue Colledge gelang, nachzuweisen, dass es sich um domestizierte Arten handelte. Carole McCartney untersuchte die analoge Entwicklung der Steinwerkzeuge zu derjenigen auf dem levantinischen Festland. Bernard Gratuze wies die Herkunft des Obsidians (21 Fundstücke) aus Anatolien nach, Eleni Asouti untersuchte die Holzkohle. Sherry C. Fox identifizierte die Überreste eines Kindes aus dem späten 9. Jahrtausend in Brunnen 116; in Brunnen 133 fanden sich Überreste eines Kindes und dreier Erwachsener sowie eines älteren Halbwüchsigen. Ein Schädel wurde offenbar separat beigesetzt und war partiell verbrannt. Insgesamt gehörten die Toten zwei Beisetzungsvorgängen an, die zeitlich voneinander getrennt erfolgten. Separate Schädelbestattungen ließen sich auch an anderen Orten nachweisen. Janet Ridout-Sharpe konnte Mollusken identifizieren, was belegte, von welchen Meerestieren sich die Siedler ernährten, Paul Croft untersuchte die Tierknochen, die sowohl domestizierte Tiere, wie Schweine und Ziegen, als auch Jagdtiere umfassten, Adam Jackson die steinernen Artefakte, wie eine Scheibenkeule und 40 Werkzeuge und Werkzeugfragmente aus Periode I A, bzw. 120 Werkzeuge aus Periode I B, aus der nur ein Obsidianstück nachweisbar war. Drei Pfeilspitzen aus Brunnen 116 ähneln sehr stark den Byblos-Spitzen des Festlandes.
Mylouthkia 2 und 3 erbrachten den Nachweis, dass es mindestens zweimal zur Aufgabe komplexer Siedlungsgebilde kam, was zu Debatten zur Entvölkerung der Insel, über Kolonisierungsgrundlagen und -erfolge sowie sozioökonomische Strategien führte, die wiederum den Übergang vom späten Neolithikum zum Chalkolithikum im 4. Jahrtausend erhellten. So erwiesen die Sequenzen ephemerer Strukturen und Gruben ebenso eine Siedlungskontinuität wie die runden Lehmhäuser auf steinernen Fundamenten. Zugleich wurde die Hypothese aufgestellt, dass durch Bevölkerungswachstum neue Siedlungen notwendig wurden, die aber nun in den Waldgebieten entstanden. Sie bestanden aus weniger haltbaren Holzstrukturen. Immerhin ließ sich lokale Entwaldung, Erosion und Rückgang der frühen Holzstrukturen nachweisen. Hier konnte Gordon Thomas die Strukturen untersuchen, Diane Bolger die Keramik und Elizabeth Goring das figurative Repertoire.
Anscheinend stammten die Siedler vom levantinischen Festland und unterhielten Fernkontakte, wohl über mehrere Etappen, bis nach Anatolien.